# منديل الرقبة
مِنديل الرقبة أو لِفاع العنق أو الوشاح وهو نوع من أغطية الرقبة يرتبط بمن يعملون أو يعيشون في الهواء الطلق، بما في ذلك عمال المزارع ورعاة البقر والبحارة . ولا يزال يُرى بشكل شائع حتى اليوم في الكشافة والمرشدات وحركات الشباب الأخرى المماثلة. يتكون منديل الرقبة من قطعة قماش مثلثة أو قطعة مستطيلة مطوية على شكل مثلث. تُلف الحافة الطويلة باتجاه النقطة، مع ترك جزء غير ملفوف. ثم يُثبت منديل الرقبة حول الرقبة مع ربط الأطراف أو تثبيتها .

## الوشاح الكشفي
هو أحد مميزات اللباس الكشفي، ظهر أوائل القرن العشرين وكان بادن باول أول من أتى به وكانت قوة الشرطة الإفريقية التابعة لإدارة المستعمرات الإنكليزية أول من ارتداه، يعد الوشاح الكشفي أحد أهم مكونات اللباس الكشفي وله ألوان ونقوش مختلفة تستخدم للدلالة على ترتيب الأفواج وتنظيمها.